# Lễ hội chùa Hương

Những du khách tại ngôi chùa Hương

Lễ hội chùa Hương hay Trẩy hội chùa Hương là một lễ hội của Việt Nam, nằm ở Mỹ Đức, Hà Nội. Trong khu thắng cảnh Hương Sơn, được xem hành trình về một miền đất Phật - nơi Quan Thế Âm Bồ Tát ứng hiện tu hành. Đây là một lễ hội lớn về số lượng các phật tử tham gia hành hương.

## Thời gian
Trong 3 tháng, bắt đầu từ mùng 6 tháng 1 đến tháng 3 âm lịch, đỉnh cao của lễ hội là từ rằm tháng giêng đến 18 tháng hai âm lịch.

## Địa hình các tuyến
Trải rộng trên 4 tuyến, tuyến Hương Tích, tuyến Tuyết Sơn và tuyến Long Vân, Thanh Sơn. Hội chùa đông nhất từ 15 đến 20 tháng 2 (chính hội).
Các tuyến trong khu thắng cảnh Hương Sơn
- Tuyến Hương Tích: Đền Trình – Chùa Thiên Trù – Động Tiên Sơn – Chùa Giải Oan – Đền Trần Song – Động Hương Tích – Chùa Hinh Bồng.
- Tuyến Thanh Sơn: Chùa Thanh Sơn – Động Hương Đài
- Tuyến Long Vân: Chùa Long Vân – Động Long Vân – Hang Sũng Sàm
- Tuyến Tuyết Sơn: Chùa Bảo Đài – Động Chùa Cá – Động Tuyết Sơn

## Khai hội chùa Hương

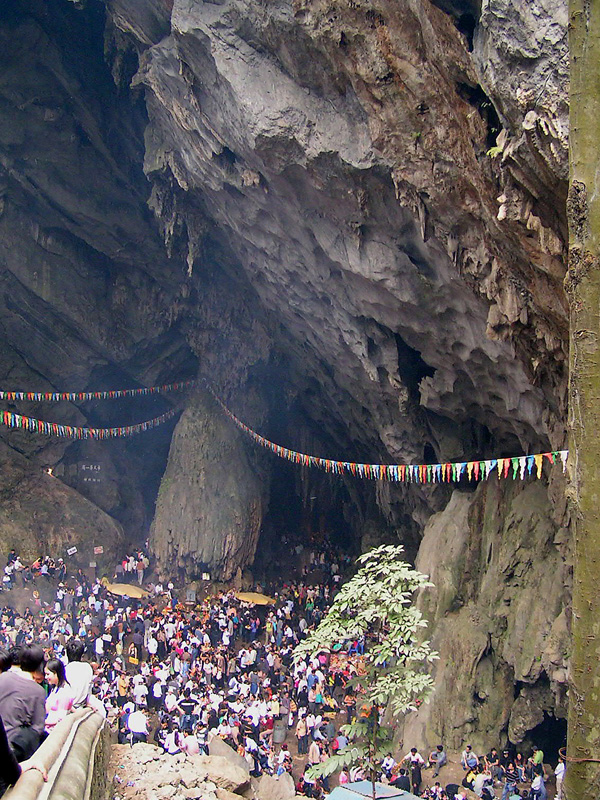
Động Hương Tích

Hàng năm, cứ mỗi độ xuân về,hoa mơ nở trắng núi rừng Hương Sơn, hàng triệu phật tử cùng nhau cúng bái, khách khắp bốn phương lại nô nức trẩy hội Chùa Hương, hành trình về một miền đất phật. Nơi trác tích Bồ Tát Quán Thế Âm ứng thiện tu hành, để dâng lên người một nén tâm hương, một lời nguyện cầu, hoặc thả hồn mình bay bổng hòa quyện với thiên nhiên, ở một vùng miền còn in dấu tích phật thoại và văn hóa tâm linh.
Hội Chùa Hương diễn ra trên địa bàn xã Hương Sơn, huyện Mỹ Đức, thành phố Hà Nội. Chùa Hương đã được Bộ Văn hoá (nay là Bộ văn hoá, Thể thao và Du lịch) xếp hạng là di tích Quốc gia ngày 8 tháng 4 năm 1962 tại Quyết định số 313 VH/VP. Nhân dân xã Hương Sơn và du khách thập phương khi trẩy hội thường gọi với cái tên dân dã là đi Chùa Hương, bởi theo "Truyện Phật Bà Chùa Hương" thì nơi đây là nơi tu trì và trác tích của đức Phật Quán Thế Âm Bồ Tát đã được Việt hoá và danh xưng là Chùa Hương.
Ngày mùng 6 tháng giêng hàng năm là ngày khai hội Chùa Hương, ngày này vốn là ngày chùa mở cửa rừng, người dân địa phương sau này trở thành ngày khai hội.  Lễ hội kéo dài đến hết tháng 3 âm lịch.
Chùa Hương là một danh thắng nổi tiếng, không chỉ bởi cảnh đẹp mà nó còn là một nét đẹp văn hóa tín ngưỡng đạo phật của người dân Việt Nam. Không giống bất kỳ nơi nào, Chùa Hương là một tập hợp nhiều đền chùa hang động gắn liền với núi rừng,  và trở thành một quần thể thắng cảnh rộng lớn, với một kiến trúc hài hòa giữa thiên nhiên và nhân tạo. Tạo hóa đã khéo bày đặt cho nơi đây núi non sông nước hiền hòa và rồi con người đã thổi hồn vào những điều kỳ diệu đó nó trở lên lung linh, sinh động và nhiều màu sắc. Chính điều đó đã tạo nên một nét văn hóa của dân tộc, đó là nét văn hóa tín ngưỡng đạo phật. Có lẽ đã trải qua nhiều thế kỷ, nét văn hoá đã in đậm vào trong tâm thức của mỗi con người Việt Nam ta khi đến với Chùa Hương, để rồi những khách hàng năm lại nô nức về đây với mong muốn được thắp một nén tâm hương, để thoả ước nguyện của mình. Trước một danh thắng như vậy các vị Vua Chúa và các vị nho nhã đã không tiếc lời thán phục. Năm 1770 khi Chúa Trịnh  Sâm tuần thú Hương Sơn có đề khắc năm chữ lên cửa động Hương Tích "Nam Thiên Đệ Nhất Động "  (Động Đẹp Nhất Trời Nam), kỳ sơn tú thủy" (núi non đẹp lạ) và còn rất nhiều những thi nhân tới đây đã đề bút như: Chu Mạnh Trinh, Cao Bá Quát, Xuân Diệu. Chế Lan Viên, Hồ Xuân Hương...
Chùa Hương không chỉ còn là giá trị một vùng miền, mà là di tích của quốc gia cũng là giá trị văn hóa tâm linh của một dân tộc, vì nó là giá trị sống của chuỗi phát triển văn hóa tín ngưỡng đạo phật  của người dân Việt từ xa xưa cho tới ngày nay.
Chùa Hương cách trung tâm thủ đô Hà Nội 62 km về phía Tây Nam, thuộc địa bàn,  xã Hương Sơn- huyện Mỹ Đức, thành phố Hà Nội. Hương Sơn đựợc biết đến với địa danh nổi tiếng về di tích lịch sử, văn hóa và danh lam thắng cảnh.
- Từ Hà Nội về Hà Đông tới Ba La quý khách đi theo quốc lộ 21B tới thị trấn Tế Tiêu rẽ trái đi khoảng 12 km thì tới địa phận chùa Hương. 
- Quý khách từ phía Nam đi ra, tới thành phố Phủ Lý thuộc địa phận tỉnh Hà Nam, qua cầu Phủ Lý rồi rẽ trái, đi tới Thị trấn Quế sau tới khu vực Chợ Dầu qua khu vực chợ Dầu rẽ trái đi khoảng 4 km tới địa phận Chùa Hương.
Các tuyến tham quan.
Căn cứ theo sự phân bố các điểm di tích thắng cảnh, hình thành nên 3 tuyến tham quan.
- Tuyến thứ nhất: Tuyến chính - Tuyến hương Tích

Đền Trình – Chùa Thiên Trù – Động Tiên Sơn – Chùa Giải  Oan - Đền Cửa Võng
-Động Hương Tích – Động Hinh Bồng – Động Đại Binh
- Tuyến thứ hai: Tuyến Thanh Sơn Hương Đài

-Hang Sơn Thủy Hữu Tình - Chùa Thanh Sơn – Động Hương Đài - Chùa Long Vân  Động Long Vân – Chùa Cây Khế
- Tuyến thứ ba: Tuyến Tuyết Sơn

Đền Trình Chùa Tuyết Sơn – Chùa Bảo Đài - Động Ngọc Long – Chùa Cá
Trước ngày mở hội một ngày, tất cả các đền, chùa, đình, miếu đều khói hương nghi ngút, không khí lễ hội bao trùm cả xã Hương Sơn. Mở đầu đội múa Lân sẽ múa một màn chào mừng du khách và các Phật tử từ khắp nơi.
Lễ thực hiện rất đơn giản, có nghiêng về "thiền". Nhưng ở chùa ngoài lại thờ các vị sơn thần thượng đẳng với đủ màu sắc của đạo giáo. Đền Cửa Võng là "chân long linh từ" thờ bà chúa Thượng Ngàn, là người cai quản cả vùng rừng núi xung quanh với cái tên là "tì nữ tuý Hồng" của sơn thần tối cao. Chùa Bắc Đài, chùa Tuyết Sơn, chùa Cả và đình Quân thờ ngũ hổ và tín ngưỡng cá thần.
Chùa Trong có lễ dâng hương, gồm hương, hoa, đèn, nến, hoa quả và thức ăn chay. Lúc cúng có hai tăng ni mặc áo cà sa mang đồ lễ chay đàn rồi mới tiến dùng đồ lễ lên bàn thờ. Trong lúc gảy đàn, hai vị tăng ni múa rất dẻo và đẹp mắt. Từ ngày mở hội cho đến hết hội, chỉ thỉnh thoảng mới có sư ở các chùa trên đến gõ mõ tụng kinh chừng nửa giờ tại các chùa, miếu, đền. Còn hương khói thì không bao giờ đứt.

## Phần hội chùa Hương
Nét thanh tịnh của miền đất Phật đã tạo cho con người, cảnh vật hòa lẫn vào không gian khi vào hội. Đường vào chùa Hương tấp nập vào ra hàng trăm thuyền, cộng thú vui ngồi thuyền vãng cảnh lạc vào nơi tiên cõi Phật. Con người được hòa nhập vào núi vãn cảnh chùa chiền và bắt đầu hành trình mới - hành trình leo núi. Leo núi chơi hang, chơi động. Cuộc leo núi tạo ra trong con người tâm lý kỳ vọng, muốn vươn lên đến cái đẹp. Và sự kỳ vọng cái đẹp hẳn sẽ làm cho con người thêm phần sảng khoái tin yêu cuộc đời này hơn. Đường núi từ chùa Ngoài vào chùa Trong lúc nào cũng tấp nập.

## Một số vấn đề đi lễ hội
- Rác thải: Du khách vào hội vứt rác bừa bãi, trên bờ lẫn dưới suối Yến. Ban quản lý đã có rất nhiều biển báo cấm xả rác,đặt các thùng rác. Các thùng rác được đặt ít, thùng nhỏ nên lượng rác đưa vào quá tải trước lượng rác khổng lồ. Nhưng chủ yếu các động tác có trách nhiệm của du khách vẫn thờ ơ.
- Đò chở khách: Các chuyến đò vì lượng người quá đông thường chở người quá quy định, tắc đò diễn ra thường xuyên. Một số tình trạng chủ đò lừa lấy tiền trước, khách ngồi chờ nhưng lại không thấy chủ đò lại.
- Nhà vệ sinh: Chủ yếu không được quy hoạch, nên các hộ gia đình tự làm phục vụ khách có thu phí. Các dạng này cũ kỹ và bẩn thỉu, nhiều khách ngại vì bẩn nên vẫn tiểu tiện bậy bạ.
- Người làm đường: Do lượng người vào đi lễ đông, có những người làm tự tiện phát cỏ làm đường tắt dẫn vào các lối. Tự tiện đứng thu tiền do mình tạo ra, mà không có ai ngăn cấm.